# Summertime Sadness
"Summertime Sadness" é uma canção da cantora estadunidense Lana Del Rey, contida em seu segundo álbum de estúdio, Born to Die (2012). Composta por Del Rey, Rick Nowels, Kieran De Jour e produzida por Emile Haynie e Rick Nowels. Seu lançamento como o terceiro single do disco na Alemanha e na Áustria, e como o quarto na Suíça ocorreu no dia 22 de junho de 2012. No dia 2 de julho de 2013, um remix da canção feito pelo DJ francês Cedric Gervais foi lançado nas rádios dos Estados Unidos e liberado para compra digital no iTunes Store. As críticas após o lançamento do compacto foram geralmente mistas.
O número teve um desempenho moderado nas tabelas musicais, alcançando as dez primeiras posições nas paradas da Áustria, da Alemanha, de Israel e da Suíça, enquanto liderou a Związek Producentów Audio Video (ZPAV) da Polônia. Em junho de 2012, a canção foi certificada de disco de ouro pela Bundesverband Musikindustrie (BVMI), por mais de 150 mil cópias vendidas na Alemanha. Também foi autenticada de disco de ouro na Suíça, de acordo com a IFPI Schweiz, e na Áustria de acordo com a IFPI Austria, por mais de 15 mil exemplares.
Para promover o tema, Del Rey lançou um extended play com remixes da canção na iTunes Store. O vídeo musical, dirigido por Kyle Newman e Susser Spencer, foi lançado em 23 de agosto de 2013 através do serviço VEVO. As cenas retratam um romance entre Del Rey e Jaime King, esposa de Newman.
Após o lançamento da produção, a cantora conseguiu reestrear na Billboard Social 50 no número 42.

## Composição e lançamento
A música foi disponibilizada para download digital na Alemanha, Áustria e Suíça no dia 22 de junho de 2012, servindo como terceiro single do seu disco de estréia. Esteve presente no repertório de sua digressão mundial Born to Die Tour. Após a notícia de um possível relançamento do disco, em julho de 2012, foram divulgados na internet dois remixes da faixa com Todd Terry. Foi composta por Del Rey, Rick Nowels, Kieran De Jour e produzida por Emile Haynie e Nowels. A canção deriva-se dos gêneros musicais trip hop, indie rock e indie pop, e ainda consiste no uso de bateria, piano e guitarra. Liricamente, a faixa retrata que "as alegrias do amor carregam uma bagagem de sofrimento nas costas". Ainda na música, Del Rey fala sobre o seu medo de perder a pessoa amada, onde ela canta no verso: "Beije-me forte antes que você se vá". De acordo com a partitura publicada pela Universal Music Publishing Group na página da Musicnotes, Inc, a canção possui um metrônomo de cento e vinte e cinco batidas por minuto e é composta na chave de dó sustenido menor. Rick Nowels que co-escreveu a canção com a cantora, disse que viu nela algo "mágico" e que a mesma vem ganhando respeito pelo tipo de música que faz:
| “ | Conheci Lana no verão de 2011. Eu tinha ouvido algumas de suas músicas no YouTube e adorei o que ela estava fazendo. Quando nós escrevemos essa canção, eu percebi que ela era uma compositora brilhante e uma artista encantadora. Ela escreve o tipo de música que eu quero ouvir, ganhou respeito porque ela é incrivelmente boa. Ela tem lançado constantemente músicas de alta qualidade com arte e visão. As pessoas estão com fome de arte real. À medida que mais pessoas ouvem sua música, ela ganha mais fãs. | ” |

O lançamento da canção aconteceu em meados de 2012, quando foi disponibilizada para download digital na Alemanha, Áustria e Suíça. A faixa se destacou nesses três países, sendo que seu maior desempenho veio em julho de 2013, quando um remix da canção com o DJ francês Cedric Cervais foi lançado nas rádios e nas lojas virtuais dos Estados Unidos. Em entrevista a Radio.com, a cantora afirmou que algo de errado tinha acontecido com sua canção "Young and Beautiful", pois a canção foi bem aceita pelas estações de rádios alternativas (até então as rádios americanas não tocavam suas canções). Ela continuo: Eu venho para  casa  depois de quatro meses em turnê pela Europa e "Summertime Sadness" está tocando em algumas estações. Então eu sou grata por isso, porque eu amo essa música". A revista Billboard afirmou que Del Rey foi uma artista que vendeu sem fazer músicas para  rádios, e comparou-a com "Missing" da banda Everything but the Girl. Ainda destacou que a combinação de faixas dançantes e letras de qualidade é algo realmente potente.

## Recepção da crítica
As críticas após o lançamento da faixa foram geralmente mistas. Em sua revisão faixa-a-faixa para a revista Billboard, Andrew Hampp ressaltou que "a atuação da canção no Bowery Ballroom apenas atraiu risos, mas a música em si demonstra ser uma das faixas mais duradouras, aqui mesmo suas letras começam a ficar redundantes (Beije-me forte antes que você se vá)." Alex Denney, da revista NME, disse que a música é um número pop que sublinha a natureza da auto-realização de sua profética saudade: "Acho que vou perder você para sempre / Como as estrelas perdem o sol no céu da manhã." Foi comentado no site Sputnikmusic que um dos grandes momentos do álbum é no final da canção - "quando Del Rey realiza vocais lindos, harmônicos e entrelaçados". Matthew Perpetua, da Rolling Stone, salientou que "Summertime Sadness" é um número que, basicamente, soou como uma gravação de estúdio polida. Ainda argumentou que sua petulância feminina pode ser bastante chocante. Amy Sciarretto, do PopCrush, observou que "em um álbum marcado por momentos, [a música] é talvez Lana Del Rey com a cabeça para baixo. Mas mesmo que não haja uma menina palpável com sua voz danificada, ela comanda a atenção com sua entrega preguiçosa."
Dan Weiss, da Pastmagazine, escrevendo para a revisão do álbum, comentou sobre a canção: "Ouvir canções pop desafiam respostas fáceis." Bill Lamb do about.com deu a canção quatro estrelas de cinco possíveis, comentando: "'Beije-me bem antes de ir... tristeza de verão'. É assim que começa a ruminação de Lana Del Rey sobre a mistura inebriante de adrenalina e medo. Até agora a produção orquestral que é bem usada durante a maior parte de seu álbum de estreia Born to Die tornou-se familiar e sua sensação laconicamente exuberante e é uma assinatura da interprete. Para aqueles que gostariam de ouvir "Summertime Sadness" em um cenário mais otimista, o DJ francês Cedric Gervais lançou um remix da música que gerou atenção para as rádios. As músicas da cantora funciona bem no cenário da dança. A versão do DJ aumenta a sensação da canção, mantendo o ar de fragilidade nos vocais. Ele ainda afirmou que o remix é uma âncora perfeita para as trilhas sonoras do verão 2013.

## Videoclipe

### Concepção e sinopse

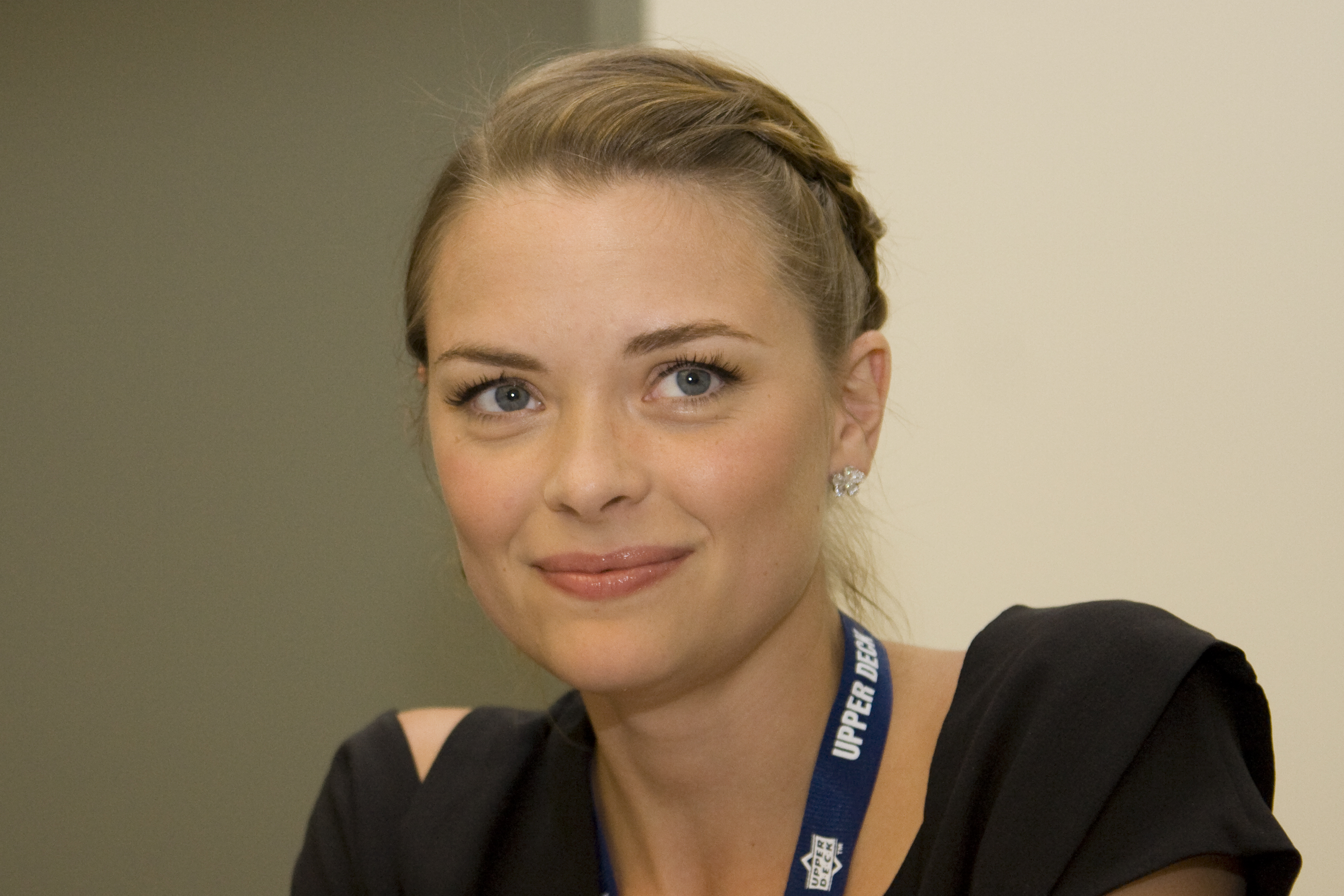
A atriz Jaime King, esposa do diretor do vídeo Kyle Newman, interpreta a amante de Del Rey na trama.

O vídeo da música "Sumemertime Sadness" foi filmado em abril e maio de 2012, sendo dirigido por Kyle Newman e Susser Spencer. A atriz Jaime King, esposa de Newman, King disse sobre o vídeo que: "É sobre não ser capaz de viver sem a pessoa que você ama, amigo ou amante não importa - isso é tudo o que você quer que seja." O ator Alex Pettyfer também ajudou como assistente de produção. A Rádio Mix divulgou o vídeo no dia 20 de julho de 2012, na Alemanha, no ClipFish. No mesmo dia foi lançado mundialmente em seu canal no YouTube. Em 8 de setembro de 2012, o vídeo da música já havia sido visto 10 milhões de vezes. Após uma semana de lançamento, Del Rey conseguiu voltar à parada Billboard Social 50 na posição de número 42, além de um aumento de 32% de visitas em seu canal. O videoclipe teve mais da metade de visualizações do seu clipe anterior, "National Anthem".
Entre muitas cenas aparecem imagens de vídeos caseiros onde elas se abraçam, fazem caretas e sorriem para a câmera. Estas são entremeadas com cenas quentes em tons de fumaça, que em sua maioria apresentam elas angustiadas, olhando para a névoa que as rodeiam. Os últimos sessenta segundos do vídeo apresentam elas numa ponte em câmera lenta. Lana estende os braços em alguns momentos como se estivesse crucificada, vestida com roupas brancas, e depois salta da ponte. Jaime está vestida com roupas vermelhas e também se joga da ponte. Após essas cenas, Lana é vista caminhando sozinha em uma estrada vazia.

### Recepção

Os efeitos utilizados por Newman e Spencer no vídeo foram comparados aos da rede social Instagram por um repórter da NME.

O videoclipe foi geralmente bem recebido pela crítica especializada. Cristal Bell, um blogueiro do The Huffington Post, comparou-o com vídeos anteriores de Del Rey. Carrie Battan, do Pitchfork Media, notou as possíveis tentativas de suicídio. Jenna Hally Rubenstein, do blog MTV Buzzworthy, considera que as cenas em tons cinza como fumaça são Del Rey, em vida após a morte, pós-suicídio, ela notou que no fim do videoclipe aparece uma imagem fantasma da cantora enquanto ela anda sozinha em um estrada vazia. Além disso, ela disse: "Triste, momentos tristes. Mas, novamente o que mais você espera de um vídeo da Lana? Luz do sol, brilho e casquinhas de sorvete? Provavelmente não." Foi comparado no site da NME as imagens do vídeo com imagens em efeitos do Instagram. Também foi escrito que as duas estavam separadas em uma ponte, antes de pularem em uma nuvem de fumaça.
Brennan Carley da Billboard notou que: "Lana Del Rey sonda um relacionamento em ruínas no vídeo da música [...] muito parecido com os efeitos usados em seus trabalhos anteriores - cenas nebulosas das estrelas amuando e olhando sedutoramente sobre seus ombros". Ainda observou que elas suicidaram-se depois de perceberem a irreparabilidade de seu relacionamento. Um escritor da revista Spin constatou que o vídeo lembrou a fuga de Del Rey em "Video Games". Ele acrescentou que é "mais provocativo, porém é a sugestão de um romance azedo entre Del Rey e o personagem interpretada pela atriz Jaime King". Ainda comparou-o ao filme americano Thelma and Louise. Charley Ward, da revista DIVA notou que no final do vídeo Del Rey anda para trás ao longo da ponte, enquanto uma figura fantasmagórica aparece e depois desaparece ao lado dela.

## Divulgação e versões

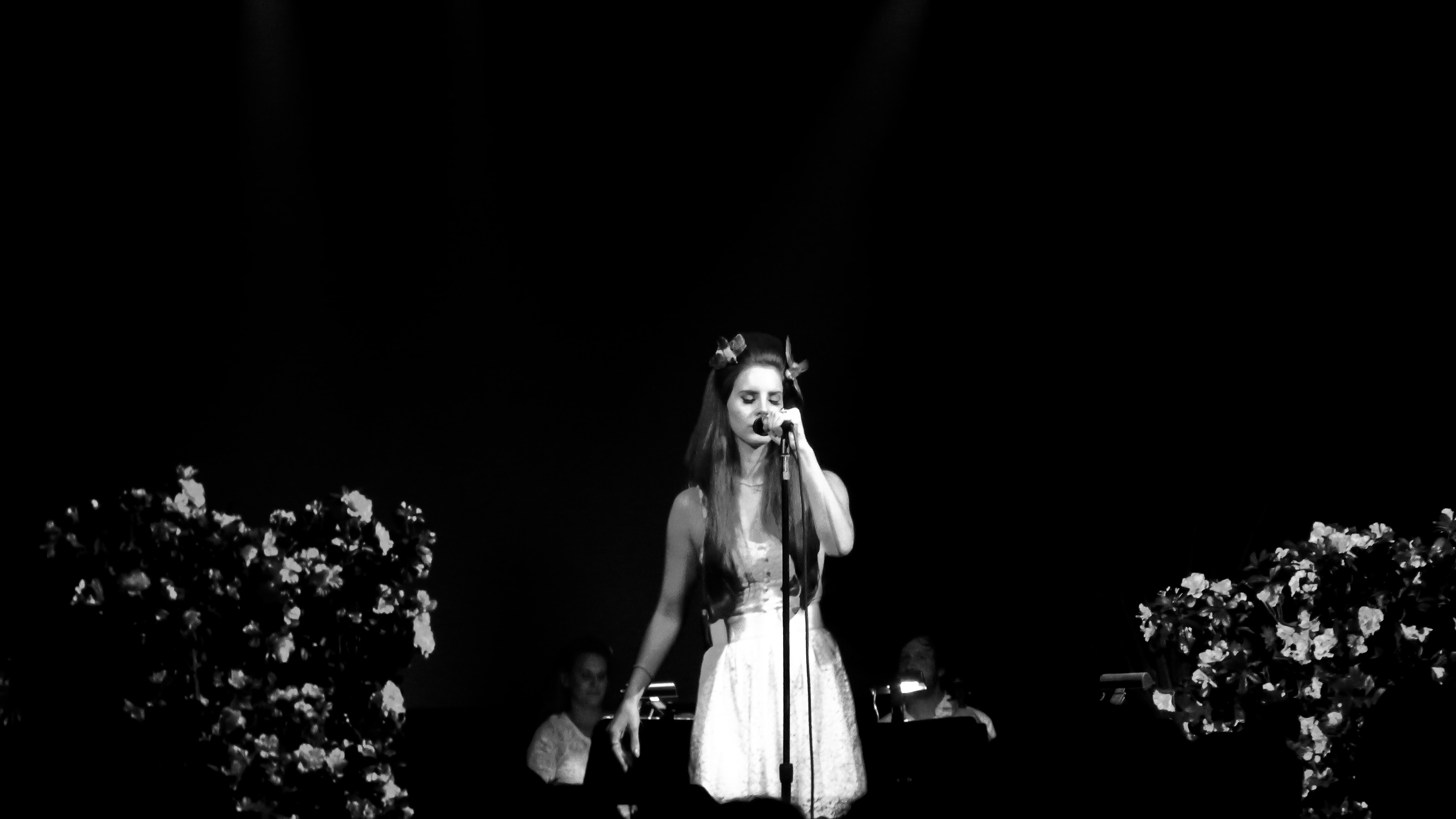
Lana Del Rey em apresentação no Irving Plaza (2013), nos Estados Unidos, onde ela interpretou a canção ao vivo.

Lana Del Rey apresentou a canção na cidade de Nova Iorque no festival Bowery Ballroom, e ainda atuou a canção na Califórnia em 7 de dezembro de 2011, no Troubadour. Também apresentou a canção no Super Bock Super Rock no dia 7 de julho de 2012, em Portugal. A cantora atuou "Video Games" e "Summertime Sadness" durante a inauguração do Poles Werwa na capital da Polônia, no Teatro Nacional. A obra também foi interpretada pela cantora no Rock Werchter 2012, na Bélgica. Lana Del Rey também realizou uma performance da canção no El Rey Theatre, em Los Angeles nos Estados Unidos. Ainda em 2012, a cantora teve a oportunidade de atuar no evento 'Hackney Weekend', criado pela Radio BBC 1. Na ocasião a interprete cantou sete canções, dentre elas "Summertime Sadness". Del Rey também participou do iTunes Festival 2012 em London onde interpretou à música. Em novembro de 2013, a canção foi interpretada pela cantora no show de Belo Horizonte, Brasil. Em sua passagem no México, várias canções foram interpretadas no Pepsi Center, incluindo "Summertme Sadness". A música faz parte do repertório oficial das suas turnês Born to Die Tour e Paradise Tour, que percorreram na América do Norte, Europa,  Oceania e América Latina.
Miley Cyrus fez um cover de "Summertime Sadness" durante sua passagem no programa BBC Radio 1 Live Lounge. A rapper americana Angel Haze, depois de ter cantado sua versão acústica para "Wrecking Ball" da Miley, também gravou sua versão com vocais despojados para a canção que logo foi disponibilizada para ouvintes no SoundCloud. Ryan Hemsworth também fez uma versão trip hop da música, assim como um vídeo. A edição ficou um pouco dançante e ele manteve partes originais da canção. Yseult foi aprovada após interpretar a música durante o programa Nouvelle Star (versão francesa do Pop Idol). Miley voltou a interpretar a canção no Jingle Bells de 2013. Within Temptation também gravou um cover para Summertime Sadness e o incluiu em seu álbum intitulado Hydra.

## Lista de faixas
A versão single de "Summertime Sadness" contém apenas duas faixas, a versão do álbum com duração de quatro minutos e vinte e três segundos e a versão para rádio que tem duração de quatro minutos e doze segundos. Del Rey lançou um EP digital com remixes da canção, além de conter também a versão original. Mais tarde, foi lançado um disco de vinil com quatro faixas.
| CD single |                                      |         |  |
| N.º       | Título                               | Duração |  |
| 1.        | "Summertime Sadness" (Radio Mix)     | 4:12    |  |
| 2.        | "Summertime Sadness" (Album Version) | 4:23    |  |

| EP digital de remixes |                                                         |         |  |
| N.º                   | Título                                                  | Duração |  |
| 1.                    | "Summertime Sadness" (Radio Mix)                        | 4:12    |  |
| 2.                    | "Summertime Sadness" (Album Version)                    | 4:23    |  |
| 3.                    | "Summertime Sadness" (Radio Mix) (Extended Version)     | 5:06    |  |
| 4.                    | "Summertime Sadness" (Hannes Fischer Nightflight Remix) | 6:41    |  |

| Disco de vinil |                                                         |         |  |
| N.º            | Título                                                  | Duração |  |
| 1.             | "Summertime Sadness" (Todd Terry Remix)                 | 6:35    |  |
| 2.             | "Summertime Sadness" (Todd Terry Dub)                   | 5:37    |  |
| 3.             | "Summertime Sadness" (Marbert Rocel Remix)              | 5:41    |  |
| 4.             | "Summertime Sadness" (Hannes Fischer Nightflight Remix) | 6:41    |  |

## Desempenho nas paradas musicais
A canção desempenhou-se na oitava posição na parada austríaca Ö3 Austria Top 75, onde conquistou disco de ouro no país por mais de 15 mil cópias vendidas. Um semana depois do lançamento do álbum Born to Die, a canção alcançou a colocação de número 18 na França. Em Israel, a obra chegou a décima posição no dia 23 de outubro de 2012. Na Alemanha, o compacto atingiu a quarta posição, mais tarde, conseguindo obter disco de ouro pela Bundesverband Musikindustrie. A faixa assinalou a septuagésima quinta posição na República Checa, na parada IFPI Česká Republika. Em Portugal conseguiu chegar à décima oitava posição, segundo a Associação Fonográfica Portuguesa, e conseguiu a nona colocação na parada oficial de Luxemburgo. Na Bélgica, a canção conseguiu desempenhar-se na parada Ultratop 50 (Flanders).
Liderou a parada Polish Music Charts da Polônia em dezembro de 2012, ainda conseguiu a vigésima terceira posição na Nova Zelândia. Na Suíça, o single atingiu a terceira colocação, sendo mais tarde certificado de disco de ouro pela IFPI Schweiz. Antes da faixa ser lançada nos Estados Unidos já tinha se desempenhado na Hot Dance Club Songs (2013), na quinquagésima posição, onde mais tarde conseguiu pico de número 5. Com o lançamento do single que aconteceu apenas em 2013, a canção conseguiu seu maior pico em número 9 no Digital Songs. Na Billboard Hot 100, o compacto estreou na septuagésima segunda posição na semana de 20 de julho de 2013. E mais tarde conseguiu sua melhor colocação, ocupando o número 6.
| Parada (2012)                         | Melhor posição |
| ------------------------------------- | -------------- |
| Áustria - Ö3 Austria Top 40           | 8              |
| Alemanha - Media Control AG           | 4              |
| Bélgica - Ultratop 50 (Flandres)      | 15             |
| Bélgica - Ultratop 40 (Valônia)       | 41             |
| Bulgária - Airplay Top 5              | 3              |
| Brasil (Brasil Hot 100 Airplay)       | 75             |
| Brasil (Brasil Hot Pop Songs)         | 27             |
| Finlândia - Finland's Official List   | 5              |
| Estados Unidos - Billboard Rock Songs | 5              |
| França - SNEP                         | 56             |
| Hungria - Dance Top 40                | 26             |
| Israel - Media Forest                 | 10             |
| Luxemburgo - Luxembourg Billboard     | 9              |
| Nova Zelândia - RIANZ                 | 23             |
| Portugal - AFP                        | 18             |
| Polónia - Polish Music Charts         | 1              |
| Chéquia - IFPI Česká Republika        | 45             |
| Suíça - Swiss Music Charts            | 3              |

| País           | Associação     | Certificação | Vendas     |
| -------------- | -------------- | ------------ | ---------- |
| Alemanha       | BVMI           | Platina      | 300.000+   |
| Austrália      | ARIA           | 4× Platina   | 280.000+   |
| Áustria        | IFPI Austria   | Ouro         | 15.000+    |
| Bélgica        | BEA            | Ouro         | 15.000+    |
| Canadá         | Music Canada   | 2× Platina   | 160.000+   |
| Dinamarca      | IFPI Dinamarca | Platina      | 30.000+    |
| Estados Unidos | RIAA           | 2× Platina   | 2.000.000+ |
| França         | SNEP           | Ouro         | 50.000+    |
| Itália         | FIMI           | Platina      | 40.000+    |
| Nova Zelândia  | RIANZ          | Ouro         | 7.500+     |
| Suíça          | IFPI           | Ouro         | 15.000+    |
| Reino Unido    | BPI            | Platina      | 600.000+   |

| Parada (2013)                                     | Melhor posição |
| ------------------------------------------------- | -------------- |
| Austrália - ARIA Singles Chart                    | 3              |
| Bélgica - Ultratop 50 (Flandres)                  | 47             |
| Bélgica - Ultratop 40 (Valônia)                   | 32             |
| Canadá - Billboard Canadian Hot 100               | 7              |
| Escócia - Top 40 Scottish Singles                 | 2              |
| Estados Unidos - Billboard Hot Dance Club Songs   | 16             |
| Estados Unidos - Billboard Hot 100                | 6              |
| Estados Unidos - Billboard Dance/Mix Show Airplay | 1              |
| Estados Unidos - Billboard Digital Songs          | 8              |
| Estados Unidos - Billboard Pop Songs              | 5              |
| França - SNEP                                     | 18             |
| Grécia - Greece Digital Songs                     | 3              |
| Hungria - Dance Top 40                            | 16             |
| Hungria - Radio Top 40                            | 13             |
| Países Baixos - Dutch Singles Chart               | 53             |
| Irlanda - Irish Singles Chart                     | 7              |
| Itália - Italian Singles Chart                    | 6              |
| Luxemburgo - Luxembourg Billboard                 | 5              |
| Nova Zelândia - RIANZ                             | 29             |
| Reino Unido - UK Singles Chart                    | 4              |
| Chéquia - IFPI Česká Republika                    | 46             |
| Suíça - Swiss Music Charts                        | 46             |
| Suécia - Swedish Singles Chart                    | 37             |
| Ucrânia - FDR Singles Chart                       | 3              |

## Histórico de laçamento
"Summertime Sadness" foi disponibilizado para download digital no iTunes Store no dia 22 de junho de 2012 na Alemanha, Áustria e Suíça. No dia 13 de julho de 2012 foi lançado como CD single.
| País           | Data                | Formato                |
| -------------- | ------------------- | ---------------------- |
| Alemanha       | 22 de junho de 2012 | Download digital       |
| Áustria        | 22 de junho de 2012 | Download digital       |
| Suíça          | 22 de junho de 2012 | Download digital       |
| Alemanha       | 13 de julho de 2012 | CD single              |
| Estados Unidos | 2 de julho de 2013  | Contemporary Hit Radio |